# Tommaso Gargallo
Tommaso Gargallo (Siracusa, 25 settembre 1760 – Siracusa, 15 febbraio 1843) è stato un poeta ed erudito italiano, considerato dalla storiografia del XVIII e XIX secolo come il più importante traduttore di Orazio della sua epoca. È da ascriversi anche al filone illuminista meridionale e pubblicò nel 1791 le Memorie Patrie per lo ristoro della città di Siracusa, opera con la quale intendeva formulare delle proposte per la rinascita economica e civile della sua città.

## Biografia
Di nobili origini (la sua famiglia è una delle più conosciute in ambito nobiliare), nel 1807 Tommaso Gargallo chiese a Ferdinando III di Sicilia la licentia populandi per il suo feudo di Priolo (oggi Priolo Gargallo), costruendo una chiesa e quaranta case. Lo stesso re lo nominò Ministro della Guerra, ma egli vi rinunciò per dedicarsi alla sua vita privata e alle lettere. Fu amico per lungo tempo con Ippolito Pindemonte che dopo un viaggio a Malta nel 1779 giunse a Siracusa dove incontrò un giovane Tommaso. Si definiva classicista e fu acerrimo avversatore del Romanticismo, contro il quale recitò un discorso nel 1837 presso l'Accademia della Crusca. Non fu comunque impermeabile alle nuove influenze romantiche, che spesso fanno capolino nelle raccolte dei versi degli anni venti e trenta (Le Veronesi e Le Malinconiche). Lo studioso Walter Binni ha giudicato alcune delle sue opere giovanili da attribuirsi al filone cosiddetto pre-romanticista. Tradusse alcune opere dal latino all'italiano.

## Riconoscimenti
A Tommaso Gargallo si deve anche la fondazione del liceo classico di Siracusa, che porta il suo nome, istituito 1865 e che per molti anni l'istituto è stato ospitato nei locali di palazzo Gargallo sito nell'omonima via del centro storico di Siracusa. La squadra di calcio di Siracusa ha portato il suo nome (Circolo Sportivo Tommaso Gargallo) dal 1924 al 1930.

## Opere
- Engimo e Lucilla (racconto in versi, 1792)
- Odi (traduzione di Orazio, 1809)
- De officiis (traduzione di Cicerone, 1814)
- Le veronesi (raccolta, 1825-1828)
- A Francesco Rinucci, all'Italia ed a Luchino Visconti (traduzione di Petrarca, realizzata, insieme a Pier Angelo Fiorentino e Emidio Cappelli, nel 1831)
- Le malinconiche (raccolta, 1835)
- Satire (traduzione di Giovenale, 1842)
- Memorie Patrie per lo ristoro della città di Siracusa (1791)